# Cyrtodactylus sungaiupe
Cyrtodactylus sungaiupe — вид ящірок з родини геконових (Gekkonidae). Описаний у 2023 році.

## Назва
Видова назва sungaiupe походить від давньої назви округу типового місцезнаходження виду, який називався Сунгай Упе.

## Поширення
Ендемік Таїланду. Виявлений у карстовому регіоні округу Тхунг Ва провінції Сатун на півдні країни.

## Опис
Тіло завдовжки 87-104 мм, не враховуючи хвоста. Забарвлення тіла складається з широких почергових палевих і темно-коричневих повздовжніх смуг з білими краями.